# Висока Заборська
Висока Заборська (пол. Wysoka Zaborska) — село в Польщі, у гміні Бруси Хойницького повіту Поморського воєводства.
Населення — 39 осіб (2011).
У 1975-1998 роках село належало до Бидгощського воєводства.

## Демографія
Демографічна структура станом на 31 березня 2011 року:
|          | Загалом | Допрацездатний вік | Працездатний вік | Постпрацездатний вік |
| -------- | ------- | ------------------ | ---------------- | -------------------- |
| Чоловіки | 20      | 6                  | 10               | 4                    |
| Жінки    | 19      | 7                  | 10               | 2                    |
| Разом    | 39      | 13                 | 20               | 6                    |